# Gypsy Heart Tour

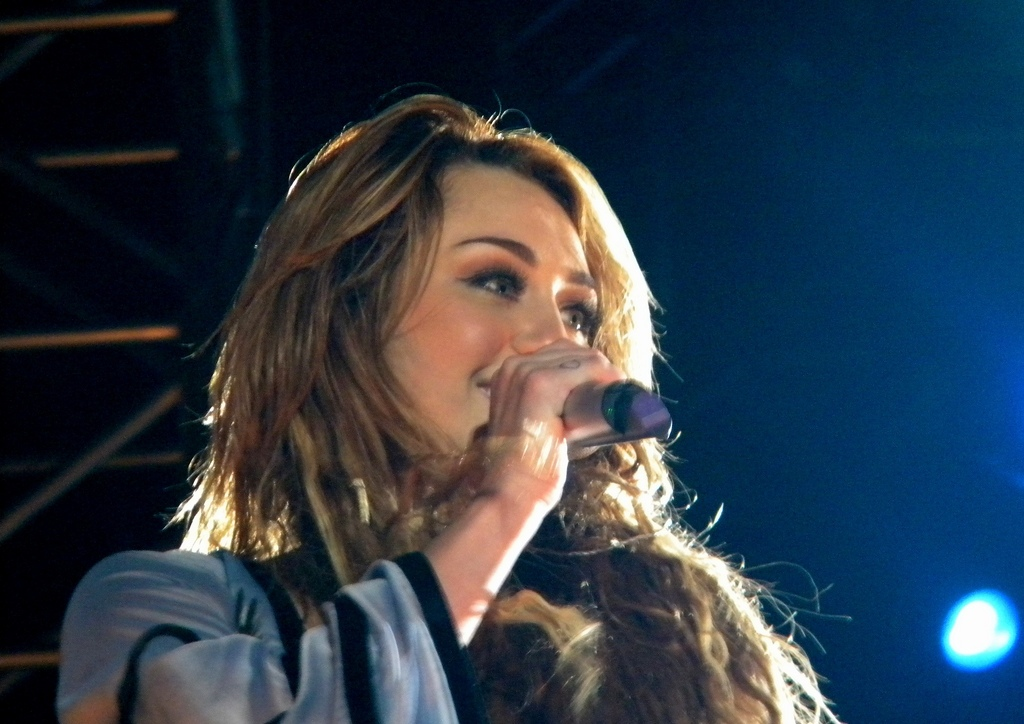
Cyrus wykonująca piosenkę „The Climb”.

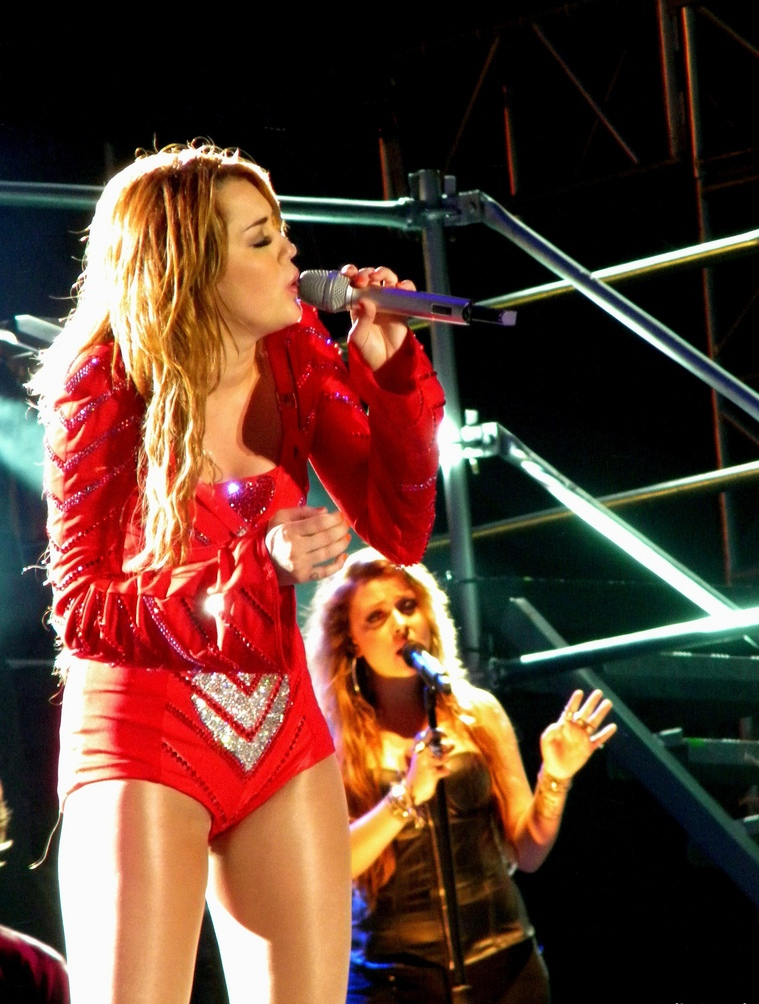
Cyrus śpiewająca singiel „Who Owns My Heart”.

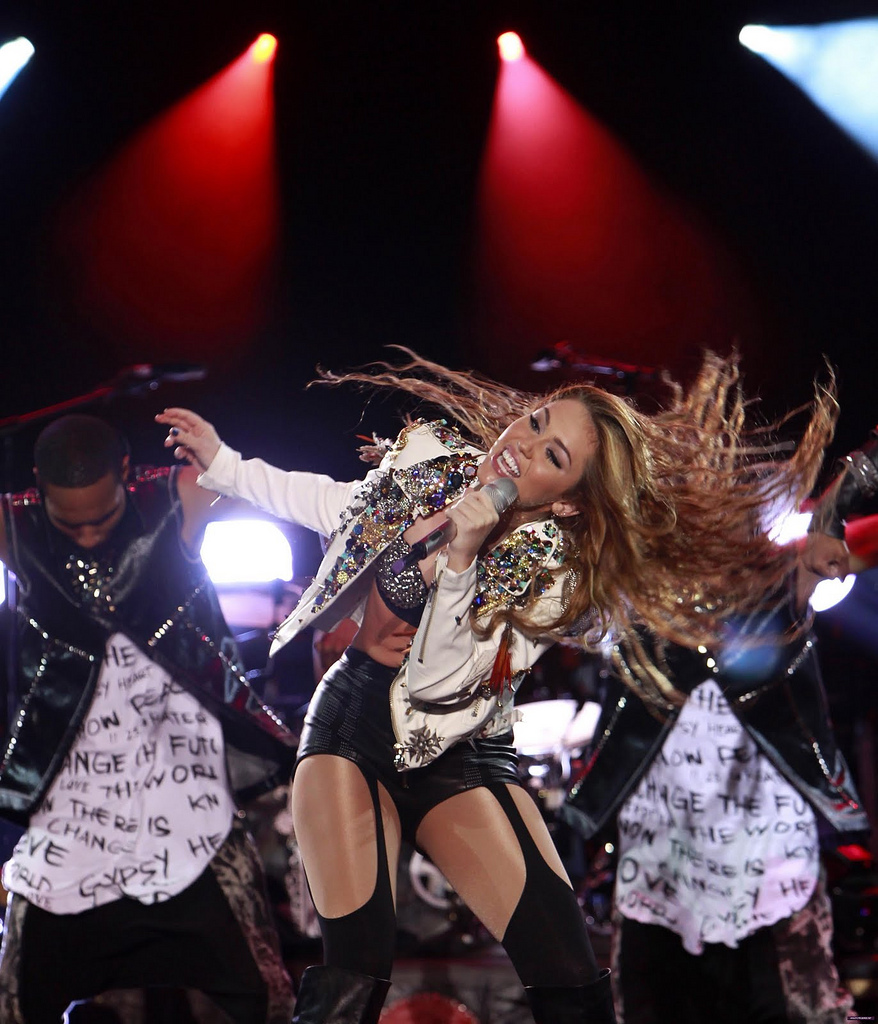
Cyrus rozpoczynając koncert piosenką „Liberty Walk”.

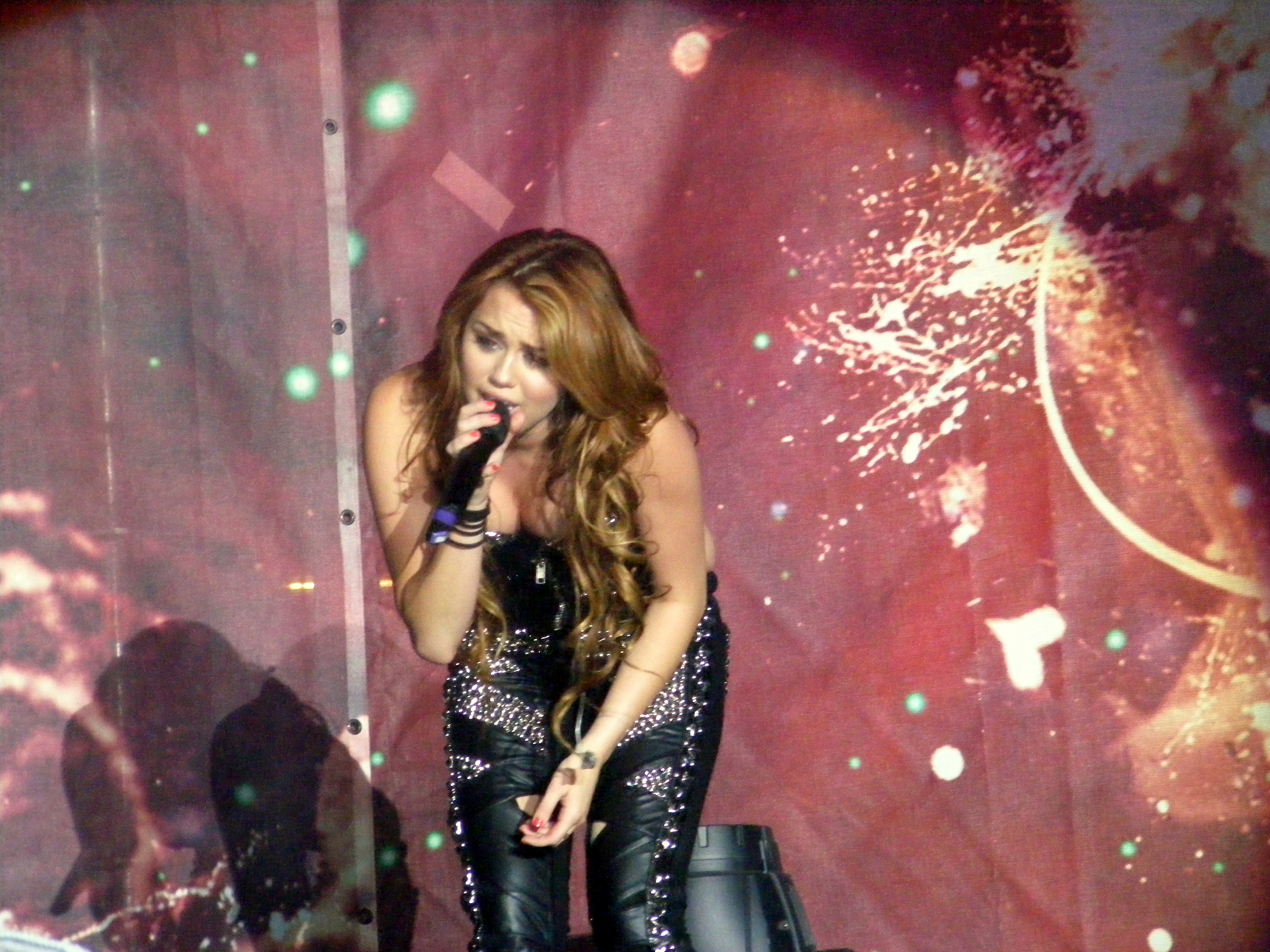
Cyrus wykonująca utwór „7 Things”.

Gypsy Heart Tour – trasa koncertowa Miley Cyrus promująca album Can’t Be Tamed, która odbyła się w Ameryce Łacińskiej, Azji i Australii w 2011 r. Jest to trzecia trasa koncertowa piosenkarki. Trasa była podzielona na dwie mniejsze trasy Corazon Gitano i Gypsy Heart. Rozpoczęła się 29 kwietnia w Quito w Ekwadorze, a zakończyła 2 lipca w mieście Perth w zachodniej Australii. Była to pierwsza trasa Cyrus, w której odwiedziła te kraje. Trasa zajęła 22. miejsce w rankingu „Top 50 Worldwide Tour (Mid-Year)”, zarabiając ponad 26.4 milionów dolarów

## Support
- Nicole Pillman (Peru)[2]
- Lasso (Wenezuela)[3]
- Riva (Kolumbia)[4]
- Sam Concepcion (Filipiny)[5]
- Elmo Magalona (Filipiny)[5]
- Michael Paynter (Australia)[6]

## Lista piosenek
Miley do połowy Gypsy Heart wykonywała 20 piosenek. W połowie trasy dodała piosenkę Stay.
1. „Liberty Walk”
2. „Party in the U.S.A.”
3. „Kicking and Screaming”
4. „Robot”
5. „I Love Rock ’n’ Roll”/ „Cherry Bomb”/ „Bad Reputation” – covery Joan Jett
6. „Every Rose Has Its Thorn”
7. „Obsessed”
8. „Forgiveness and Love”
9. „Fly on the Wall”
10. „7 Things”
11. „Scars”
12. „Smells Like Teen Spirit” – cover Nirvany
13. „Stay”1
14. „Can’t Be Tamed”
15. „Landslide” – cover Stevie Nicks
16. „Take Me Along”
17. „The Driveway”2
18. „The Climb”
19. „See You Again”
20. „My Heart Beats For Love”
21. „Who Owns My Heart”

1 Piosenka została dodana do listy po raz pierwszy w Kostaryce.
2 Na początkowych koncertach po „Take Me Along”, piosenka „Two More Lonely People” została wykonywana. W Paragwaju piosenka została zdjęta z listy i zastąpiona przez „The Driveway”, która została wykonywana aż do końca trasy.

## Daty koncertów
| Data               | Miasto         | Państwo   | Obiekt                                      |
| ------------------ | -------------- | --------- | ------------------------------------------- |
| Ameryka południowa |                |           |                                             |
| 29 kwietnia 2011   | Quito          | Ekwador   | Estadio Olímpico Atahualpa                  |
| 1 maja 2011        | Lima           | Peru      | Explanada del Monumental                    |
| 4 maja 2011        | Santiago       | Chile     | Estadio Nacional                            |
| 6 maja 2011        | Buenos Aires   | Argentyna | River Plate Stadium                         |
| 10 maja 2011       | Asunción       | Paragwaj  | Hipódromo de Asunción                       |
| 13 maja 2011       | Rio de Janeiro | Brazylia  | HSBC Arena                                  |
| 14 maja 2011       | São Paulo      | Brazylia  | Anhembi Convention Center                   |
| 17 maja 2011       | Caracas        | Wenezuela | Estadio de Fútbol Universidad Simón Bolívar |
| 19 maja 2011       | Bogotá         | Kolumbia  | Coliseo Cubierto el Campín                  |
| Ameryka Północna   |                |           |                                             |
| 21 maja 2011       | San José       | Kostaryka | Estadio Ricardo Saprissa Aymá               |
| 24 maja 2011       | Panama         | Panama    | Figali Convention Center                    |
| 26 maja 2011       | Meksyk         | Meksyk    | Foro Sol                                    |
| 28 maja 2011       | Zapopan        | Meksyk    | Estadio Omnilife                            |
| Azja               |                |           |                                             |
| 17 czerwca 2011    | Pasay          | Filipiny  | SM Mall of Asia                             |
| Australia          |                |           |                                             |
| 21 czerwca 2011    | Brisbane       | Australia | Brisbane Entertainment Centre               |
| 23 czerwca 2011    | Melbourne      | Australia | Rod Laver Arena                             |
| 24 czerwca 2011    | Melbourne      | Australia | Rod Laver Arena                             |
| 26 czerwca 2011    | Sydney         | Australia | Acer Arena                                  |
| 27 czerwca 2011    | Sydney         | Australia | Acer Arena                                  |
| 29 czerwca 2011    | Adelaide       | Australia | Adelaide Entertainment Centre               |
| 2 lipca 2011       | Perth          | Australia | Burswood Dome                               |

### Box office box score
| Obiekt                                      | Miasto    | Sprzedane bilety / Dostępne | Dochód     |
| ------------------------------------------- | --------- | --------------------------- | ---------- |
| Estadio de Fútbol Universidad Simón Bolívar | Caracas   | 5,087 / 6,200 (82%)         | $1,828,950 |
| Brisbane Entertainment Centre               | Birsbane  | 11,293 / 11,293 (100%)      | $1,016,120 |
| Rod Laver Arena                             | Melbourne | 25,109 / 25,109 (100%)      | $2,186,990 |
| Acer Arena                                  | Sydney    | 26,839 / 26,839 (100%)      | $2,485,360 |
| Adelaide Entertainment Centre               | Adelaide  | 8,374 / 8,374 (100%)        | $765,677   |
| Burswood Dome                               | Perth     | 15,601 / 15,601 (100%)      | $1,359,070 |